# 圣约翰堂 (利物浦)
圣约翰堂（Church of Saint John the Baptist, Liverpool）是英国利物浦的一座圣公会教堂，位于西德比路和绿巷转角。1958年列为I级登录建筑, ，属于圣公会利物浦教区西德比總鐸區。
该堂建于1867-1870年，耗资25,000英镑。建筑师George Frederick Bodley。

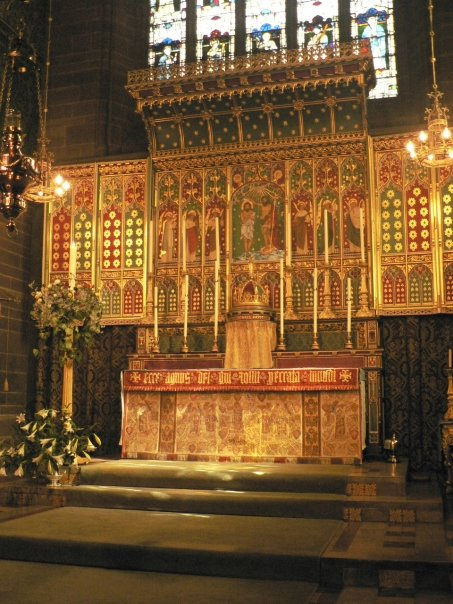
High altar and reredos

该堂内部装饰精美，色彩丰富。